# 체스키슈테른베르크성

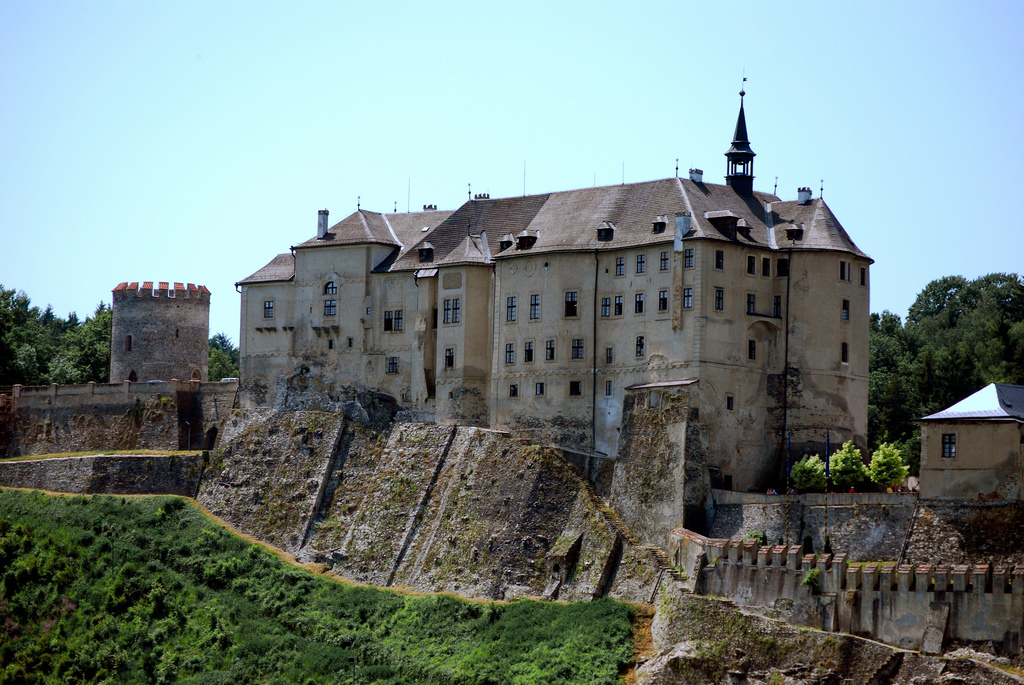
체스키슈테른베르크성

체스키슈테른베르크성(체코어: Hrad Český Šternberk)는 체코 중앙보헤미아주 체스키슈테른베르크에 있는 성이다. 13세기 중반에 지어진 성이다. 이 성은 체스키슈테른베르크 가문의 구성원 이 건설하고 이름을 지었으며 여전히 소유하고 있는 초기 고딕 양식의 성이다. 이 성은 가장 잘 보존된 고딕 보헤미아 성 중 하나로 여겨진다.